# TBC1D1
TBC1D1‏ (TBC1 domain family member 1) هوَ بروتين يُشَفر بواسطة جين TBC1D1 في الإنسان.